# Gerald Henderson Jr.
Jerome McKinley „Gerald“ Henderson Jr. (* 9. Dezember 1987 in Caldwell, New Jersey) ist ein ehemaliger US-amerikanischer Basketballspieler, der von 2009 bis 2017 in der National Basketball Association (NBA) aktiv war.
Er ist der Sohn des ehemaligen NBA-Spielers Gerald Henderson Sr.

## Karriere
Henderson wurde in der NBA-Draft 2009 an zwölfter Stelle von den Charlotte Bobcats (später Charlotte Hornets) ausgewählt. In seinem zweiten Profijahr etablierte er sich als Starter und spielte in seiner dritten Saison (2012/13) mit 15,5 Punkten pro Partie sein bestes Jahr. 2014 erreichte er mit den Bobcats erstmals in deren Vereinsgeschichte die NBA-Playoffs.
Am 25. Juni 2015 wurde er gemeinsam mit Noah Vonleh für Nicolas Batum zu den Portland Trail Blazers transferiert. Bei den Blazers kam Henderson als Ersatz von der Bank und erzielte 8,7 Punkte im Schnitt pro Partie.
Im Sommer 2016 wechselte der Shooting Guard als vertragsloser Spieler zu den Philadelphia 76ers. Im April 2019, zwei Jahre nach seinem letzten NBA-Spiel, erklärte Henderson aufgrund seiner Verletzungsgeschichte seinen Rücktritt als Aktiver.
In der Saison 2018/19 arbeitete Henderson als Kommentator für Fox Sports Southeast.